# Alexander Scheelen
Alexander Scheelen (* 25. Juni 1987) ist ein ehemaliger deutscher Fußballspieler.

## Karriere
Alexander Scheelen stammt aus Duisburg und spielte in der Jugend bei Hamborn 07. Dort schaffte er auch mit 19 Jahren den Sprung in die Verbandsligamannschaft, aber nach dem Abstieg 2007 verließ er den Verein und wechselte nach Oberhausen in die Landesliga zu Sterkrade 06/07 und nach nur einem Jahr zusammen mit Trainer Dirk Wißel weiter zum VfB Speldorf. Mit den Mülheimern stieg er gleich im ersten Jahr von der Verbandsliga in die NRW-Liga auf.
Zwei weitere Jahre spielte er mit Speldorf in der fünfthöchsten Liga, dann folgte der defensive Mittelfeldspieler erneut seinem Trainer, der diesmal Peter Kunkel hieß und ihn mit zur Verbandsligamannschaft von Rot-Weiß Oberhausen nahm. Nach der Trainerentlassung in der ersten Mannschaft wurde Kunkel Interimstrainer und ließ Alexander Scheelen am 14. Spieltag erstmals in der 3. Liga spielen. Am Ende kam er in der Saison 2011/12 auf fünfzehn Drittligaeinsätze, stieg mit RWO jedoch in die Regionalliga ab. Aufgrund mehrerer Knieverletzungen verpasste er die komplette Spielzeit 2012/13. Über die zweite Mannschaft kämpfte sich Scheelen 2014 wieder in den Regionalligakader zurück und wurde zum Stammspieler. Im April 2018 wurde bei ihm Krebs diagnostiziert. Nach erfolgreicher Therapie kämpfte er sich abermals in die erste Mannschaft zurück und erzielte in seinem zweiten Spiel den Siegtreffer. Durch die Erkrankung verpasste er den größten Erfolg von Rot-Weiß Oberhausen in den letzten Jahren, den Gewinn des Niederrheinpokals 2018. Im Sommer 2021 beendete Scheelen seine Karriere.

## Erfolge
- Aufstieg in die NRW-Liga 2009 mit dem VfB Speldorf